# Brooke Williams
Brooke Williams (Christchurch, 3 gennaio 1984) è un'attrice neozelandese, nota soprattutto per aver interpretato Jennsen Rahl, sorella di Richard Rahl, nella serie televisiva La spada della verità, e Aurelia in Spartacus.

## Biografia e carriera
Brooke Williams nasce a Christchurch, dove trascorre la sua infanzia. In tenera età decide di diventare un'attrice: inizia così a partecipare a spettacoli teatrali amatoriali e a frequentare corsi di recitazione.
Si trasferisce a Londra dove, a partire dal 2001, segue numerosi tirocini, presso Mme Course, Acting for Screen e il Globe Theatre, e si unisce alla compagnia teatrale di quest'ultimo. Comincia a lavorare in teatro quello stesso anno: nel 2002 partecipa all'Edinburgh Festival Fringe con lo spettacolo Gogo the Boy with Magic Feet, per il quale vince un Total Theatre Award. Dopo essere tornata in Nuova Zelanda, lavora come attrice per alcuni anni al Court Theatre di Christchurch; si trasferisce al nord nel 2004 per studiare Performing and Screen Arts alla New Zealand Drama School: ottiene la laurea nel 2006.
Nel 2007 si trasferisce ad Auckland, dove recita nella Auckland Theatre Company's, ottenendo il ruolo da protagonista in Romeo & Juliet.
Comincia la sua carriera televisiva nel 2005, recitando nel film Meet Me in Miami; nel 2007 appare nella serie televisiva My Story e successivamente ha una parte come guest star nella fiction TV Go Girls. Seguono alcune apparizioni in serie televisive come Spartacus, il suo prequel Spartacus - Gli dei dell'arena e La spada della verità. Nel 2008, appare in una pubblicità per Griffin Solay. Due anni dopo, grazie alle sue performance teatrali, vince due NZ Herald Best of Theatre Awards.
Nel 2011, compare nel video della canzone Myth Reducer cantata da Sleeping Dogs e si unisce al cast della soap opera Shortland Street, nel ruolo di Lana. Sempre nel 2011 interpreta un importante ruolo nella miniserie TV Ice, con protagonisti Richard Roxburgh e Claire Forlani. La miniserie, di genere catastrofico, è incentrata sul disgelo di uno dei più importanti ghiacciai della Terra, quello groenlandese, che provoca una nuova era glaciale nell'emisfero boreale. Williams interpreta Milly, la teenager figlia dei protagonisti e nipote di un agricoltore esperto di vini, interpretato da Ben Cross.
Nel 2012 torna ad interpretare Aurelia nella serie televisiva Spartacus - La vendetta, oltre a continuare il suo lavoro sul set di Shortland Street e a tornare in teatro dopo due anni di assenza, nel ruolo di Ermia in A Midsummer Night's Dream. A marzo 2013, Williams abbandona il suo ruolo in Shortland Street.

## Teatro
- Hansel & Gretel, dei Fratelli Grimm, regia di Sandra Rassmussen. Court Theatre di Christchurch (2001)
- A Midsummer Nights Dream, di William Shakespeare. Globe Theatre di Londra (2002)
- Puff the Magic Dragon. Court Theatre di Christchurch (2002)
- The Gingerhead Man, regia di Bryan Aitken. Court Theatre di Christchurch (2002)
- Gogo the Boy with Magic Feet, regia di Toby Gough. Edinburgh Festival Fringe di Edimburgo (2002)
- The Lesson, regia di Teodor Surcel. Court Theatre di Christchurch (2002)
- The Cherry Orchard, di Anton Čechov, regia di Colin McColl. Court Theatre di Christchurch (2002)
- Sleeping Beauty, regia di Kerryn Palmer. Court Theatre di Christchurch (2003)
- South Pacific. Court Theatre di Christchurch (2003)
- Great Expectations, di Charles Dickens. Court Theatre di Christchurch (2003)
- Mean Jean the Pirate Queen, regia di Eilish Moran. Court Theatre di Christchurch (2005)
- Jack & the Beanstalk, regia di Rachel Moore. Kidstuff Theatre di Wellington (2007)
- Porcelain Grin, regia di Sally Richards (2007)
- The Pillowman, di Martin McDonagh, regia di Simon Prast. Auckland Theatre Company di Auckland (2007)
- The Crucible, di Athur Miller, regia di Colin McColl. Auckland Theatre Company di Auckland (2007)
- I'm not Rappaport, di  Herb Gardner, regia di Steven Ray. Downstage Theatre di Wellington (2007)
- Urinetown the Musical, di Greg Kotis, regia di Catherine Downes. Downstage Theatre di Wellington (2007)
- The Tempest, di William Shakespeare, regia di Stuart Devenie. Hawke Sea Scout Hall di Cox’s Bay (2008)
- The Female of the Species, di Joanna Murray-Smith, regia di Colin McColl. Maidment Theatre di Auckland[7] (2008)
- Mr Marmalade, regia di Sophie Roberts. BATS Theatre di Wellington (2008)
- Three Sisters, di Anton Čechov, regia di Daniel Mainwaring e Rachel Nash. The Birdcage di Auckland (2008)[8]
- Romeo & Juliet, di William Shakespeare, regia di Willem Wasenaar. Maidment Theatre di Auckland[9] (2010)
- Dog Sees God: Confessions of a Teenage Blockhead, di Bert V. Royal, regia di Sophie Roberts. Basement Theatre di Auckland (2010)[10]
- A Midsummer Night's Dream, di William Shakespeare, regia di Colin McColl e Ben Crowder. Auckland[3]

## Filmografia

### Cinema
- Meet Me in Miami, regia di Eric Hannah e Iren Koster (2005)
- Gardens of Love, regia di Fiona Samuels – cortometraggio (2006)
- Kissy Kissy, regia di Alexander Greenhough e Elric Kane (2007)
- Predicament, regia di Jason Stutter (2010)
- Slow West, regia di John Maclean (2015)
- Amore all' orizzonte, regia di Joshua Frizzell (2021)

### Televisione
- My Story – serie TV, episodi sconosciuti (2007)
- Go Girls – serie TV, episodi 1x09-1x10-1x11 (2009)
- La spada della verità – serie TV, episodi 1x16-1x21-2x21 (2009-2010)
- Spartacus – serie TV, 6 episodi (2010, 2012)
- This Is Not My Life – serie TV, episodio 1x03 (2010)
- Outrageous Fortune - Crimini di famiglia (Outrageous Fortune) – serie TV, 5 episodi (2010)
- Spartacus - Gli dei dell'arena (Spartacus: Gods of the Arena) – miniserie TV, puntata 1 (2011)
- Ice, regia di Nick Copus – miniserie TV, 2 episodi (2011)
- The Almighty Johnsons – serie TV, 6 episodi (2011-2012)
- Shortland Street – serial TV (2011-2013)
- Anzac Girls , regia di Ken Cameron e Ian Watson – miniserie TV (2014)
- The Shannara Chronicles – serie TV, 11 episodi (2016-2017)
- L'esercito delle 12 scimmie (12 Monkeys) - serie TV, 11 episodi (2016-in corso)
- Agents of S.H.I.E.L.D. - serie TV, 12 episodi (2019)

## Premi e candidature

### Teatro
- 2002 - Total Theatre Awards
  - Vinto Theatrum Botanicum - con il resto del cast (Gogo the Boy with Magic Feet)[11]

- 2008 - Chapman Tripp Theatre Awards
  - Vinto Attrice esordiente più promettente (Mr Marmalade)[12]

- 2010 - NZ Herald Best of Theatre Awards[3]
  - Vinto Miglior performance (Romeo & Juliet)
  - Vinto Best of Theatre 2010 - con il resto del cast (Romeo & Juliet)

- 2010 - The Hackman Theatre Awards
  - Nomination Best Break Up of the Year - con Michael Whalley (Romeo & Juliet)[13]
  - Nomination Best Pash of the Year - con Michael Whalley (Romeo & Juliet)[13]

## Doppiatrici italiane
Nelle versioni in italiano nelle opere in cui ha recitato, Brooke Williams è stata doppiata da:
- Chiara Gioncardi in Spartacus, Spartacus - Gli dei dell'arena, The Shannara Chronicles
- Joy Saltarelli in La spada della verità
- Erica Necci in Ice
- Valentina Stredini in Agents of S.H.I.E.L.D.